# Thierry Breuil
Pour les articles homonymes, voir Breuil.
Thierry Breuil, né le 31 mai 1972 à Brive-la-Gaillarde, est un coureur de fond français spécialisé en course en montagne et en trail. Il a remporté la médaille de bronze lors du Trophée mondial de course en montagne 1997 et la médaille d'argent au Trophée européen de course en montagne 1996. Il est double champion de France de course en montagne et triple champion de France de trail.

## Biographie
Poussé par ses parents à pratiquer divers sports dans sa jeunesse, Thierry s'essaie au judo, à la natation et au football sans grande conviction. Sa mère Dominique pratiquant déjà le trail, il s'essaie avec plus d'intérêt à la course à pied. Il commence par le cross-country et la course de fond sur piste. Il se spécialise dans les distance du 3 000 m et du 3 000 m steeple,. Il devient champion de France junior de 3 000 m steeple en 1991 à Dreux puis en 1993, champion de France espoir de cross-country à Marignane en terminant derrière le Marocain Ismaïl Sghyr.
À 24 ans, il s'essaie avec succès à la course en montagne. Il remporte son premier titre de champion de France de course en montagne en 1996 à Saint-Étienne. Il est ainsi sélectionné pour son premier championnat international, le Trophée européen de course en montagne à Llanberis. Sur le parcours de la course du Snowdon, il effectue une course solide derrière son compatriote Jaime de Jesus Mendes et décroche la deuxième marche du podium. Il remporte également l'or par équipes avec Philippe Sirieix, cinquième.
Le 31 mai 1997, il s'offre son second titre national à Espelette comme cadeau d'anniversaire pour ses 25 ans. Le 7 septembre à Úpice, il effectue une excellente course lors du Trophée mondial de course en montagne pour terminer sur la troisième marche du podium derrière les Italiens Marco De Gasperi et Davide Milesi. Il remporte la médaille d'argent équipes avec Thierry Icart, Sylvain Richard et Philippe Sirieix.
Il se met au trail en 2005. Il remporte sa première victoire l'année suivante en battant le record du parcours des Gendarmes et les Voleurs de Temps en 1 h 56 min 21 s.
En 2008, il prend part à la première édition du Trail Tour National (TTN). Il remporte le marathon des Burons, le Trail de la Côte d'Opale et Courir pour des pommes qui lui offrent une avance considérable au classement. Lors de la finale à la Grande Course des Templiers, il connaît sa première déconvenue en terminant seulement huitième. Ayant engrangé suffisamment de points, il décroche le premier titre de champion de France de trail. Il défend avec succès son titre en 2009 en prenant sa revanche à la Grande Course des Templiers qu'il remporte. En 2010, il remporte son troisième titre d'affilée.
En 2011, il se concentre sur les championnats du monde de trail dans le Connemara. Il termine septième et remporte la médaille d'or par équipes avec Erik Clavery et Patrick Bringer. Cette même année il termine deuxième ex-aequo avec Thomas Lorblanchet lors de la Grande Course des Templiers, revêtant un habit de chevalier des Templiers pour franchir la ligne d'arrivée.
En décembre 2012, il est opéré d'une pubalgie. Il passe le début d'année 2013 en convalescence. Il quitte son sponsor Adidas pour Kalenji chez qui il obtient également un poste de chef de produit,.
Le 23 octobre 2015, il prend le départ la première édition de la Solitaire des Templiers, un trail de 60 km dont le parcours est inconnu des coureurs. Malgré un mauvais départ, il fait parler son expérience et profite des erreurs de ses adversaires pour se replacer en tête et remporter la victoire.

## Palmarès

### Course en montagne
| no  | masculin           | Course                                       | Longueur | Départ            | Temps           |
| --- | ------------------ | -------------------------------------------- | -------- | ----------------- | --------------- |
| 1re | Médaille d'or      | Championnats de France de course en montagne | 17 km    | 29 juin 1996      | 1 h 19 min 50 s |
| 2e  | Médaille d'argent  | Trophée européen de course en montagne       | 15,35 km | 13 juin 1996      | 1 h 3 min 32 s  |
| 1re | Médaille d'or      | Championnats de France de course en montagne | 17 km    | 31 mai 1997       | 1 h 16 min 0 s  |
| 3e  | Médaille de bronze | Trophée mondial de course en montagne        | 11,4 km  | 7 septembre 1997  | 54 min 29 s     |
| 7e  | 7e                 | Trophée mondial de course en montagne        | 12,96 km | 16 septembre 2001 | 1 h 2 min 54 s  |

### Trail
| no  | masculin           | Course                                | Longueur | Départ            | Temps           |
| --- | ------------------ | ------------------------------------- | -------- | ----------------- | --------------- |
| 1re | Médaille d'or      | Les Gendarmes et les Voleurs de Temps | 32 km    | 4 juin 2006       | 1 h 56 min 21 s |
| 3e  | Médaille de bronze | La Grande Course des Templiers        | 67 km    | 28 octobre 2007   | 6 h 42 min 55 s |
| 1re | Médaille d'or      | Les Gendarmes et les Voleurs de Temps | 32 km    | 11 mai 2008       | 2 h 1 min 55 s  |
| 1re | Médaille d'or      | Marathon des Burons                   | 44 km    | 22 juin 2008      | 3 h 32 min 7 s  |
| 1re | Médaille d'or      | Trail de la Côte d'Opale              | 58 km    | 14 septembre 2008 | 3 h 56 min 39 s |
| 1re | Médaille d'or      | Courir pour des Pommes                | 47 km    | 28 septembre 2008 | 3 h 34 min 37 s |
| 3e  | Médaille de bronze | Trail de la Drôme                     | 46 km    | 19 avril 2009     | 3 h 31 min 8 s  |
| 1re | Médaille d'or      | Les Gendarmes et les Voleurs de Temps | 32 km    | 31 mai 2009       | 2 h 1 min 43 s  |
| 5e  | 5e                 | Championnats du monde de trail        | 68 km    | 12 juin 2009      | 7 h 26 min 28 s |
| 1re | Médaille d'or      | Marathon des Burons                   | 44 km    | 21 juin 2009      | 3 h 9 min 59 s  |
| 1re | Médaille d'or      | Trail de la Côte d'Opale              | 58 km    | 13 septembre 2009 | 3 h 45 min 33 s |
| 1re | Médaille d'or      | La Grande Course des Templiers        | 72 km    | 25 octobre 2009   | 6 h 27 min 13 s |
| 2e  | Médaille d'argent  | Gruissan Phoebus Trail                | 50 km    | 14 février 2010   | 3 h 39 min 17 s |
| 1re | Médaille d'or      | Éco-Trail de Paris Île-de-France      | 80 km    | 20 mars 2010      | 6 h 8 min 20 s  |
| 2e  | Médaille d'argent  | Trail Nivolet Revard                  | 49 km    | 2 mai 2010        | 4 h 12 min 54 s |
| 1re | Médaille d'or      | Marathon des Burons                   | 44 km    | 20 juin 2010      | 3 h 26 min 25 s |
| 2e  | Médaille d'argent  | Swiss Alpine Marathon K42             | 42 km    | 31 juillet 2010   | 3 h 18 min 25 s |
| 1re | Médaille d'or      | Trail de la Côte d'Opale              | 58 km    | 12 septembre 2010 | 4 h 5 min 54 s  |
| 1re | Médaille d'or      | Grand Trail du Limousin               | 65 km    | 12 juin 2011      | 5 h 20 min 22 s |
| 7e  | 7e                 | Championnats du monde de trail        | 70 km    | 9 juillet 2011    | 6 h 57 min 53 s |
| 1re | Médaille d'or      | Trail de la Côte d'Opale              | 62 km    | 11 septembre 2011 | 4 h 31 min 38 s |
| 2e  | Médaille d'argent  | La Grande Course des Templiers        | 72 km    | 23 octobre 2011   | 6 h 45 min 10 s |
| 5e  | 5e                 | Championnats du monde de trail        | 75 km    | 6 juillet 2013    | 6 h 1 min 39 s  |
| 1re | Médaille d'or      | Trail de la Côte d'Opale              | 62 km    | 8 septembre 2013  | 4 h 30 min 52 s |
| 1re | Médaille d'or      | Grand Trail du Limousin               | 58 km    | 24 mai 2015       | 4 h 40 min 45 s |
| 1re | Médaille d'or      | Trail de la Côte d'Opale              | 62 km    | 13 septembre 2015 | 4 h 43 min 53 s |
| 1re | Médaille d'or      | Solitaire des Templiers               | 60 km    | 23 octobre 2015   | 8 h 0 min 28 s  |
| 1re | Médaille d'or      | Grand Trail du Limousin               | 58 km    | 15 mai 2016       | 4 h 47 min 14 s |
| 1re | Médaille d'or      | Trail de la Côte d'Opale              | 62 km    | 11 septembre 2016 | 4 h 39 min 15 s |
| 1re | Médaille d'or      | Grand Trail du Limousin               | 58 km    | 4 juin 2017       | 4 h 45 min 34 s |
| 1re | Médaille d'or      | Trail de la Côte d'Opale              | 62 km    | 9 septembre 2017  | 4 h 42 min 7 s  |
| 3e  | Médaille de bronze | Ultimate Tsaigu Trail                 | 50 km    | 14 avril 2018     | 4 h 49 min 33 s |

## Records
| Épreuve              | Performance     | Date             | Lieu               |
| -------------------- | --------------- | ---------------- | ------------------ |
| 1 500 mètres         | 4 min 15 s 03   | 8 mai 2005       | Ussel              |
| 3 000 mètres         | 8 min 41 s 28   | 5 mai 2002       | Limoges            |
| 5 000 mètres         | 16 min 0 s 95   | 5 mai 2012       | Ussel              |
| 10 000 mètres        | 33 min 24 s 0   | 2 avril 2005     | Brive-la-Gaillarde |
| 3 000 mètres steeple | 8 min 56 s 6    | 11 mai 1997      | Niort              |
| 10 kilomètres        | 30 min 14 s     | 12 juin 2005     | Dax                |
| 15 kilomètres        | 48 min 50 s     | 9 septembre 2000 | Tulle              |
| 20 kilomètres        | 1 h 5 min 11 s  | 18 mars 2001     | Bussière-Poitevine |
| Semi-marathon        | 1 h 4 min 36 s  | 12 mars 2000     | Paris              |
| 25 kilomètres        | 1 h 22 min 24 s | 30 juin 2002     | Auphelle           |